# Černina, Humenné
Černina este o comună slovacă, aflată în districtul Humenné din regiunea Prešov. Localitatea se află la altitudinea de 253 m deasupra n.m., se întinde pe o suprafață de 7,4 km2 și în 2017 număra 176 de locuitori.

## Istoric
Localitatea Černina este atestată documentar din 1492.

## Demografie
| An:                | 1994 | 2004    | 2014   | 2024    |
| ------------------ | ---- | ------- | ------ | ------- |
| Număr de persoane: | 208  | 183     | 179    | 152     |
| Diferență:         |      | −12,01% | −2,18% | −15,08% |

| An:                | 2023 | 2024   |
| ------------------ | ---- | ------ |
| Număr de persoane: | 148  | 152    |
| Diferență:         |      | +2,70% |